# Mundsburg (metropolitana di Amburgo)
Mundsburg è una stazione sopraelevata della metropolitana di Amburgo, sulla linea U3.